# العلاقات البوتسوانية اللاوسية
العلاقات البوتسوانية اللاوسية هي العلاقات الثنائية التي تجمع بين بوتسوانا ولاوس.

## مقارنة بين البلدين
هذه مقارنة عامة ومرجعية للدولتين:
| وجه المقارنة                                              | بوتسوانا                       | لاوس        |
| --------------------------------------------------------- | ------------------------------ | ----------- |
| المساحة (كم2)                                             | 581.74 ألف                     | 236.80 ألف  |
| عدد السكان (نسمة)                                         | 2.29 مليون                     | 6.86 مليون  |
| الكثافة السكانية (ن./كم²)                                 | 3.94                           | 28.97       |
| العاصمة                                                   | غابورون                        | فيينتيان    |
| اللغة الرسمية                                             | لغة إنجليزية                   | اللغة اللاو |
| العملة                                                    | بولا بوتسواني                  | كيب لاوي    |
| الناتج المحلي الإجمالي (بليون دولار)                      | 17.41 مليار                    | 16.85 مليار |
| الناتج المحلي الإجمالي (تعادل القوة الشرائية) بليون دولار | 35.84 مليار                    | 38.71 مليار |
| الناتج المحلي الإجمالي الاسمي للفرد دولار أمريكي          | 6.36 ألف                       | 1.82 ألف    |
| الناتج المحلي الإجمالي للفرد دولار أمريكي                 | 16.10 ألف                      |             |
| مؤشر التنمية البشرية                                      | 0.698                          | 0.575       |
| رمز المكالمات الدولي                                      | +267                           | +856        |
| رمز الإنترنت                                              | .bw                            | .la         |
| المنطقة الزمنية                                           | ت ع م+02:00، توقيت وسط إفريقيا | ت ع م+07:00 |

## منظمات دولية مشتركة
يشترك البلدان في عضوية مجموعة من المنظمات الدولية، منها:
| علم المنظمة | اسم المنظمة                        | تاريخ انضمام بوتسوانا | تاريخ انضمام لاوس |
| ----------- | ---------------------------------- | --------------------- | ----------------- |
|             | مؤسسة التنمية الدولية              | 24 يوليو 1968         | 28 أكتوبر 1963    |
|             | يونسكو                             | 16 يناير 1980         | 9 يوليو 1951      |
|             | وكالة ضمان الاستثمار متعدد الأطراف | 15 مايو 1990          | 5 أبريل 2000      |
|             | الأمم المتحدة                      | 17 أكتوبر 1966        | 14 ديسمبر 1955    |
|             | البنك الدولي للإنشاء والتعمير      | 24 يوليو 1968         | 5 يوليو 1961      |
|             | منظمة حظر الأسلحة الكيميائية       | ?                     | ?                 |
|             | مؤسسة التمويل الدولية              | 23 مارس 1979          | 29 يناير 1992     |
|             | منظمة الشرطة الجنائية الدولية      | ?                     | ?                 |

## وصلات خارجية
- موقع وزارة الخارجية البوتسوانية
- موقع وزارة الخارجية اللاوسية